# Bratovščina prstana
Bratovščina prstana (v izvirniku The Fellowship of the Ring) je prva knjiga v Tolkienovi trilogiji Gospodar prstanov. Po knjigi je bil posnet tudi film, ki ga je režiral Peter Jackson.

## Vsebina
Mladi hobit Frodo Bisagin od svojega strica Bilba Bisagina podeduje Edini Prstan. Kmalu zatem izve, da je od tega prstana odvisna usoda Srednjega sveta, saj ga je treba uničiti. Da bi uničil Prstan, se Frodo odpravi na nevarno potovanje v deželo Mordor, ki ji vlada Sauron. Potovanje naj bi se končalo pri Gori Pogube. Na poti ga spremlja in mu pomaga Bratovščina prstana, ki jo ustanovijo v Razendelu. Tu se mu pridružijo: dva predstavnika ljudi (Aragorn, Boromir), čarovnik (Gandalf), vilinec (Legolas), trije hobiti (Pipin, Medo in Samo) ter škrat (Gimli). Po odhodu iz Razendela morajo skozi rudnike Morije, kjer Gandalf med borbo z Balrogom pade v prepad. Bratovščina mora pot nadaljevati brez njegove pomoči.
Zatem prispejo v Lothlorienski zlati gozd, kjer bivajo gozdni vilinci. Po krajšem počitku vsak od članov bratovščine dobi dar od Lothlorinske gospe (Frodo je dobil svetlobo vilinske zvezde). Po reki se spustijo do gozda, kjer naj bi prenočili. Tam jih napadejo Sarumanovi orki, ki ubijejo Boromirja ter ugrabijo Pipina in Meda. Frodo in Samo sama nadaljujeta pot proti Mordorju, ostali (Aragorn, Legolas in Gimli) pa se odpravijo reševat ugrabljena hobita.

## Glavne osebe
- Frodo Bisagin - hobit, nečak Bilba Bisagina, trenutni nosilec Prstana Mogote
- Samo - hobit
- Pipin - hobit
- Medo - hobit
- Gandalf - čarovnik (vešč)
- Aragorn - človek
- Boromir - človek
- Legolas - vilin
- Gimli - škrat